# Giovanni Fogliani Sforza d'Aragona
Duca e Marchese Giovanni Fogliani Sforza d'Aragona (Piacenza, 3 ottobre 1697 – Castelnuovo Fogliani, 10 marzo 1780) è stato un politico e diplomatico italiano, al servizio del Regno di Napoli e di Sicilia.

## Biografia
Giovanni Fogliani apparteneva a una famiglia aristocratica di Piacenza legata tradizionalmente ai Farnese; seguì pertanto Elisabetta Farnese, quando costei nel 1714 si recò in Spagna per sposare il vedovo re Filippo V. Il 20 novembre del 1716 sua sorella Lucrezia Fogliani Sforza († 1734) sposò il N.H. Don Giambattista, Marchese Meli Lupi, Principe del Sacro Romano Impero e di Soragna, Patrizio Veneto († 1769), da cui esiste discendenza. Nel febbraio 1730  sposò una dama di compagnia, di Elisabetta Farnese, la baronessa Maria Teresa Ala Ponzoni († 22 aprile 1757), nel mentre l'appoggiava negli sforzi di procurare ai propri figli un trono negli stati italiani su cui i Farnese vantavano diritti di successione. Fogliani fu pertanto uno dei 12 gentiluomini di camera che nel 1731 accompagnarono l'infante don Carlo, il quindicenne figlio di Filippo V e di Elisabetta Farnese, quando costui, in forza del trattato di Siviglia (1729), si recò in Italia per assumere la guida del Ducato di Parma e Piacenza e far valere i diritti sul Granducato di Toscana.
Successivamente, dopo che Carlo di Borbone ebbe ottenuto il trono di Napoli (1734) e della Sicilia (1735), Fogliani ebbe numerosi incarichi diplomatici: venne inviato in Toscana, a Genova, in Gran Bretagna e nei Paesi Bassi, senza tuttavia ottenere mai grandi successi.
Ciononostante, nella primavera del 1746 Fogliani venne chiamato a Napoli per assumere le cariche di segretario di stato, di Ministro degli affari esteri, della Casa reale, della Guerra, del Tesoro, della Marina e del Commercio, in sostituzione del Montealegre, il precedente segretario di stato di origine spagnola esautorato perché ritenuto dalla regina Maria Amalia troppo riformatore e troppo legato alla politica della Spagna. Giocarono a favore del Fogliani l'origine italiana e l'indole prudente, dote quest'ultima che lo faceva ritenere adatto soprattutto alla normale amministrazione. Nel 1747 venne insignito del titolo di Cavaliere dell'Ordine di San Gennaro.
Fogliani fu rimosso dalla guida del governo nel 1755 per non essere riuscito ad assicurare la trasmissibilità del regno delle Due Sicilie ai figli di Carlo di Borbone. Infatti, al trattato di Aquisgrana (1748), che pose fine alla guerra di successione austriaca, venne stabilito che alla morte di Ferdinando VI di Spagna, privo di eredi, sarebbe successo Carlo di Borbone, il quale avrebbe lasciato il trono delle Due Sicilie non ai propri figli, ma al fratello Filippo, duca di Parma e Piacenza; Filippo, a sua volta, avrebbe ceduto Parma all'Austria e Piacenza al re di Sardegna. Il Fogliani, che aveva anche perso l'appoggio di Maria Amalia, fu sostituito agli Affari esteri, e agli altri incarichi dal Tanucci, il quale tuttavia non divenne formalmente "segretario di stato" in quanto tale carica venne soppressa.
Nel giugno 1755 il Fogliani fu nominato viceré di Sicilia, incarico che durò fino al 1773. Nel 1759 venne anche nominato al Consiglio di reggenza, creato da Carlo III, divenuto re di Spagna, per il periodo di minore età di Ferdinando IV (III di Sicilia).
Mantenne inizialmente buoni rapporti con la nobiltà palermitana, mentre nell'aprile di due anni dopo rimase vedovo della consorte. Affrontò tuttavia in modo molto maldestro la prima grave emergenza: la carestia del 1763-64. Ai primi segni di mancanza di grano, nel 1763, ne dimezzò per decreto il prezzo, provocando in tal modo la sparizione del cereale dal mercato. Creò poi una "Giunta frumentaria" per acquistare grano a qualsiasi prezzo da rivendere al prezzo dimezzato, e per reperire i fondi introdusse tasse sulla neve, sul carbone, sul vino, sulle porte e sulle finestre. Venne vietato ai contadini di utilizzare il grano per la semina. Fece poi accogliere in vecchi edifici statali, con divieto di muoversi, i poveri giunti a Palermo dal resto della Sicilia; scoppiata nel mese di marzo 1764 una epidemia di colera, ordinò che fossero espulsi da Palermo e che ritornassero nei luoghi di origine. Ferdinando IV, nel 1768, gli concesse il titolo di Duca.
Nel 1772-73, in occasione di una nuova carestia, la popolazione di Palermo ripose la propria fiducia sul capo del Senato (pretore) Cesare Gaetani principe di Cassaro. La morte improvvisa del Cassaro, nel corso di un'operazione eseguita dal chirurgo del Fogliani, venne attribuita dai palermitani all'azione del Fogliani, sospettato di essere in combutta con gli accaparratori di grano. La disistima per il Fogliani scatenò infine la rivolta del Palermitani (19-20 agosto 1773); Fogliani fuggì da Palermo e si rifugiò a Messina. Nell'estate 1774 tornò quindi a Napoli, dove fu accolto bene dal re Ferdinando, ma non da Bernardo Tanucci. Si recò allora in Spagna, dove ricevette dal Re il trattamento di Grande di Spagna, ma per l'ostilità del conte d'Aranda nel gennaio 1775 tornò a Napoli dove, con i suoi intrighi, riuscì a far destituire il Tanucci. Nel 1779 si ritirò nel suo paese natale, morendo il successivo anno a Castelnuovo Fogliani.